# Oberrhein-Aquifer

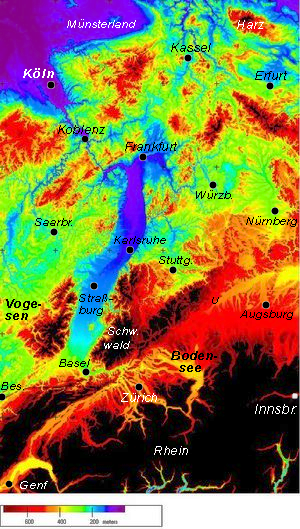
Oberrheingraben (blau) zwischen Basel und Frankfurt inmitten randlich angegliederter Mittelgebirge (grün bis braun); Farbgebung nach digitalem Höhenmodell

Der Oberrhein-Aquifer (von lateinisch aquifer „wassertragend“ bzw. „Wasserträger“; französisch Nappe phréatique rhénane) ist mit einem Volumen von geschätzt 45 Milliarden Kubikmetern einer der bedeutendsten Grundwasserleiter Mitteleuropas. Sein Wasserspiegel ist meist bereits wenige Meter unter der Erdoberfläche zu finden, in Flussauen, Auftriebsquellen und Seen auch oberirdisch. Der Flurabstand ist dabei sehr unterschiedlich und im Süden des Oberrheingrabens größer.

## Geographie

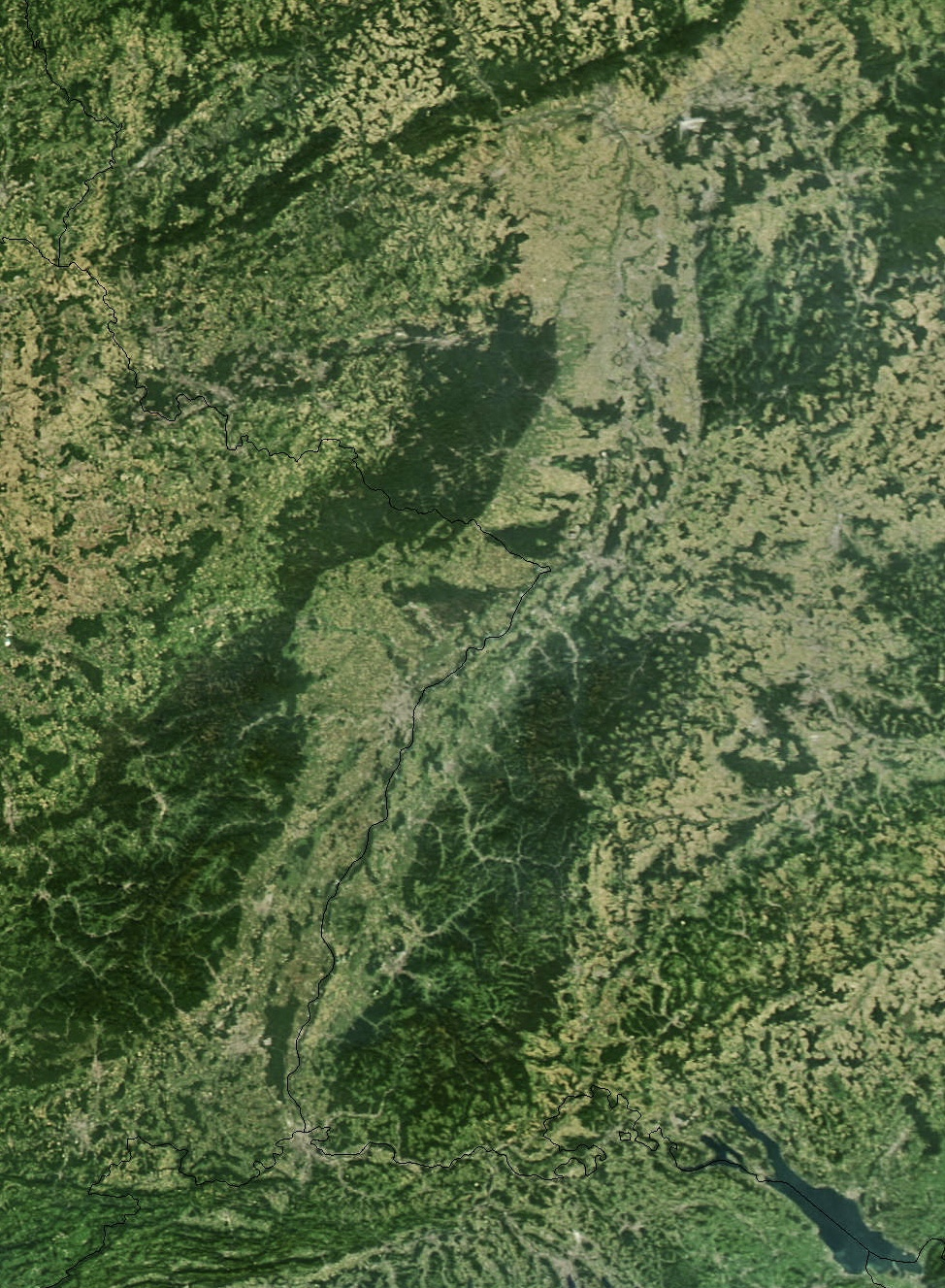
Satellitenaufnahme des Oberrheingrabens mit seinen Randgebirgen (dunkel): der Schwarzwald im Osten (rechts), die Vogesen und der Pfälzerwald im Westen (links), oben (schmal, quer, nach rechts leicht steigend) das Rheinische Schiefergebirge, unten rechts der Bodensee

Der Oberrheinaquifer erstreckt sich von Süden, ab der deutsch-schweizerischen Grenze am Rheinknie bei Basel, unterhalb der deutschen Bundesländer Baden-Württemberg (Südwesten), Rheinland-Pfalz (Osten) und Hessen (Südwesten) bis zum Rheinknick bei Mainz, wo das Rheinische Schiefergebirge den Rheinlauf nach Westen ablenkt. Ausläufer des Aquifers befinden sich außerdem unterhalb Frankreichs, östlich der Vogesen im Elsass. Seine geografische Lage entspricht somit in etwa der des Oberrheingrabens.

## Geologie
Der Oberrheingraben bildet eine lang gestreckte, von Verwerfungen begrenzte Hohlform, die sich durch Absenken eines Teils der Erdkruste im Zuge tektonischer Prozesse bildete. Er zählt neben dem ostafrikanischen Grabensystem und dem Jordangraben zu den weltweit markantesten Grabensystemen.
Vor über ca. 50 Mio. Jahren begann sich der Oberrheingraben zunächst sehr langsam, dann immer schneller um bis zu heute 3500 m abzusenken. Durch diese Absenkung wurden die Ränder bis zu 2500 m angehoben, sie sind heute als Schwarzwald und Vogesen ausgebildet. Durch die Anhebung in Verbindung mit Erosion wurde in den deutschen Mittelgebirgen Taunus, Schwarzwald und Odenwald sowie in den Vogesen das alte kristalline Grundgebirge freigelegt. Die absinkende Oberrheinebene zerbrach dabei in mehrere unterschiedlich große Schollen. Sichtbare Reste dieser Schollen sind heute unter anderem die Hügel des Markgräflerlandes zwischen Freiburg und Basel, der Tuniberg sowie der östliche Teil des Kaiserstuhls in der Nähe von Freiburg im Breisgau.
Die Absenkung des Grabens und die damit verbundene Anhebung der Ränder hatten zur Folge, dass sich in den letzten 45 Mio. Jahren etwa 19.000 Kubikkilometer Gesteinsmaterial als Sediment im Oberrheingraben abgelagert haben.

### Hydrogeologie, Grundwasserschutz
Das Oberrheinaquifer gliedert sich innerhalb der beteiligten verschiedenen deutschen Bundesländer in verschiedene Grundwasserkörper; diese sind wiederum unterteilt in verschiedene hydrogeologische Teilkörper; beide sind systematisch nummeriert.
Mit der länderübergreifenden Organisation für Grundwasserschutz am Rhein (LOGAR) gibt es seit 1993 ein Projekt zur Erstellung einer grenzüberschreitenden gemeinsamen Datengrundlage und gemeinsamer Kriterien zur Bewertung des Grundwassers. Außerdem werden hier Erkenntnisse über die Bewegung und Verfrachtung der verschiedenen Schadstoffe in den Grundwasserströmen gewonnen.
Im oberflächennahen Bereich sind teilweise außerordentlich komplexe Verhältnisse zu konstatieren. Das Grund- interagiert mit dem Oberflächenwasser zum Beispiel aus lokalen Flüssen. Das Oberflächenwasser in- und exfiltriert den Grundwasserkörper und beeinflusst somit die Schadstoffgehalte im Grundwasser. Die entsprechenden Grenzwerte der Europäischen Wasserrahmenrichtlinie (WRRL) sind teilweise überschritten, sodass das Oberrhein-Aquifer hier als gefährdeter Grundwasserkörper eingestuft wird und zu schützen ist.
Zwischen den hoch durchlässigen sandig-kiesigen Schichten des Oberrheingrabens, welche den Grundwasserleiter bilden, liegen weniger durchlässige Schichten aus Ton, Schluff oder Feinsand, welche teilweise auch eine senkrechte hydraulische Trennung einzelner Abschnitte bewirken – hier sind die tieferen Grundwasserschichten besser gegen Verunreinigungen von der Oberfläche her geschützt.

## Nutzung, Risiken
Vom Volumen her gilt das Oberrhein-Aquifer durch umfangreichen Zustrom mit einer Grundwasserneubildungsrate von bis zu 6 m pro Jahr aus Rhein, Schwarzwald und Vogesen im Allgemeinen als sicher, die Erneuerung durch Infiltration aus Niederschlägen sowie durch Austausch zwischen dem Grundwasserkörper und dem Rhein sowie seinen Nebenflüssen beträgt ca. 3 Mrd. m³/Jahr. Zwischen Basel und Rastatt deckt das Wasser des Oberrhein-Aquifers drei Viertel des Trinkwasserbedarfs der Bevölkerung, das sind über drei Millionen Menschen im Elsass und Baden-Württemberg; darüber hinaus mehr als die Hälfte des Bedarfs des von der lokalen Industrie benötigten Wassers. Die Entnahme von Trink- und Brauchwasser für Industrie und Landwirtschaft beträgt dabei ca. 0,5 Mio. m³/anno.

### Chlorid
Der Einsatz von Dünger in den landwirtschaftlichen Maismonokulturen sowie beim Erdbeer-, Spargel-, Kartoffelanbau in der Rheinebene, außerdem der Weinbau in den Vorbergzonen der Randgebirge sorgen seit Jahrzehnten für eine überhöhte Belastung des oberrheinischen Grundwassers auch mit Chlorid.

### Geothermie
Geothermische Energie ist nach dem deutschen Bergrecht (Bundesberggesetz, BBergG) ein bergfreier Rohstoff, er gehört also dem Staat und das Recht für Aufsuchung und Nutzung wird an die jeweiligen Antragsteller verliehen. Für die Aufsuchung der Erdwärme bedarf es also einer Erlaubnis nach § 7 BBergG und für die Gewinnung einer Bewilligung nach § 8 BBergG. Die meisten Anlagen oberflächennaher Geothermie können nach dem § 4 BBergG ohne ein solches Verfahren erstellt werden, wenn die Nutzung auf dem eigenen Grundstück erfolgt. Zur genauen Definition muss das jeweilige deutsche Länderrecht herangezogen werden. Auf jeden Fall sind Anlagen, die bis in Grundwasser führende Schichten reichen, nach dem Wasserrecht erlaubnispflichtig. Darüber hinaus ist für Bohrungen, die tiefer als 100 Meter abgeteuft sind, die Erstellung eines bergrechtlichen Betriebsplanes notwendig.
Im Bezug auf den Oberrhein-Graben soll dabei das trinationale (Deutschland, Schweiz und Frankreich) geologische Projekt GEORG (Geopotenziale des tieferen Untergrundes im Oberrheingraben) unter finanzieller Beteiligung der EU mittels der Erstellung eines dreidimensionalen Computermodelles die Erdwärmenutzung sicherer machen.
Der nächste Abschnitt ist veraltet – siehe anstatt dessen Geothermie in der Oberrheinische Tiefebene.

Im Bereich des Oberrhein-Aquifers sind oder waren mehrere Pilotprojekte in Niederenthalpie-Lagerstätten im so genannten Hot-Dry-Rock-Verfahren (HDR) in der Erprobung: So z. Bsp. in Soultz-sous-Forêts im Elsass (Frankreich) sowie in Kleinhüningen bei Basel (CH) (Deep Heat Mining Basel). In Soultz-sous-Forêts ging das Geothermiekraftwerk 2008 ans Netz; ein weiteres wird in Rittershofen nördlich von Straßburg gebaut; außerdem eines in Landau (Siehe: Geothermiekraftwerk Landau, Rheinland-Pfalz):
- Im Großraum Basel gab es bei dem schweizerischen Projekt im Dezember 2006 fünf leichte Erschütterungen mit abnehmender Magnitude (von 3,4 bis 2,9).[15] Es entstand ein angenommener Schaden von zwischen 3 und 5 Mio. Schweizer Franken (ca. 1,8 bis 3,1 Mio. Euro)[16], verletzt wurde niemand. Die Staatsanwaltschaft in Basel hat anschließend gegen den Geschäftsführer der Firma Geothermal Explorers Ltd. Anklage erhoben.[17][18] Inzwischen wurde entschieden, das Projekt einzustellen, da gemäß einer vorliegenden Risikoanalyse allein während des Anlagenbaus mit weiteren schweren Erdbeben und mit Schäden von rund 40 Mio. Franken zu rechnen sei. Während des Betriebs seien darüber hinaus Schäden von rund sechs Millionen Schweizer Franken pro Jahr zu erwarten.[19][20] Das Gericht hat den Geologen freigesprochen, das strafrechtliche Verfahren war damit beendet.[21][22]
- In Staufen im Breisgau löste 2007 eine entsprechende Sondierungsbohrung durch die Verletzung einer bis dato trockenen Anhydritschicht mit in der Folge durch das nun zutretende Wasser auftretenden Quellungen eine Hebung der Erdoberfläche um bis zu mehr als 30 cm aus; ein Ende ist bislang nicht abzusehen.[23][24]
- In Bruchsal bei Karlsruhe ist im Dezember 2009 das erste Geothermie-Kraftwerk zur Stromgewinnung in Baden-Württemberg in Betrieb gegangen.[25]
- In der Gemeinde Neuried (Baden) sollte 2011 eine erste Bohrung für ein Geothermie-Nutzungs-Projekt gesetzt werden, musste jedoch aufgegeben werden. Eine eventuelle Nutzung diente der Ergänzung des 2007 gestarteten Biomasse-Kraftwerkes als Hybridkraftwerk.[26]
- In der Gemeinde Oberrimsingen bei Breisach war ein weiteres Pilotprojekt zur Nutzung der tiefen Geothermie geplant.[13] Die Erkundung wurde jedoch infolge der Ereignisse in Staufen, Basel und Landau zunächst auf das Jahr 2013 verschoben.[27] 2021 beschloss der Breisacher Gemeinderat die Fortführung des Projektes.[28]

### Industrieabfälle, Giftmüll
Nach wie vor lagern im so genannten Dreiländereck am Rheinknie bei Basel (CH), Mülhausen (F) und Weil am Rhein (D) viele chemische Abfälle im Boden in aufgelassenen Deponien. Von vielen hier entsorgten Substanzen weiß niemand, wie sie (zusammen)wirken; dabei tauchen auch nach Jahrzehnten immer wieder aufgeschwemmte Spuren der abgelagerten Giftstoffe in Gewässern oder andernorts auf.

#### Baggerseen als Müllkippen
Nach 1945 wurden einige Baggerseen im Umfeld von Basel und auch an anderen Stellen der Region zu Müllkippen, teilweise auch für Giftmüll. Eines von vielen Beispielen ist ein Schuttloch in Teningen, in welches eine Kondensatorenfabrik und ein Aluminiumwalzwerk jahrzehntelang ihren Abfall abkippten und dabei das Grundwasser u. a. mit Dioxin und Polychlorierten Biphenylen (PCB) verunreinigten. Viele dieser Altlasten lagern noch immer im Grundwasser. Die Verursacherfirmen dagegen existieren häufig nicht mehr, somit gehen die Folgekosten zu Lasten der Allgemeinheit.

#### Chemieunfälle
2002 meldete der Chemiekonzern Rhodia in Chalampé den Behörden einen kleinen Störfall: das Lösungsmittel Cyclohexan sei in kleinen Mengen ausgetreten. Ein Mitarbeiter der Firma meldete jedoch den Medien, es seien mindestens 30 Tonnen versickert. Nach heftigen Reaktionen des BUND sowie von französischen Umweltgruppen wurden nach und nach die eigentlichen Ausmaße des Skandals deutlich. Dabei wurde dann zunächst der Austritt von 400 Tonnen des Stoffes zugegeben, später gingen die Behörden davon aus, dass ca. 1.200 Tonnen Cyclohexan ausgetreten waren (diese Menge entspricht in etwa dem Inhalt der Kesselwagen eines 300 Meter langen Zuges).

#### Sonder- bzw. Giftmüll, Stocamine
Auf dem Gelände des stillgelegten ehemaligen Kalischachtes Joseph-Else bei Wittelsheim bei Mülhausen entstand 1974 unter privater Beteiligung nach der Einstellung des Untertageabbaus von Kalisalz Frankreichs einziges Endlager für Sondermüll, das Unternehmen Stocamine: Hier befanden sich über 44.000 Tonnen hochgiftiger Industrieabfälle, darunter Zyanid, Asbest, Arsen sowie chrom- und quecksilberhaltige Substanzen unter anderem aus Kliniken und Chemiefabriken. Am 10. September 2002 entzündeten sich im Block 15 der Deponie 1.500 Tonnen dieser Abfälle, sie brannten zwei Monate lang und konnten nur unter dem Einsatz hunderter lediglich unzureichend geschützter Feuerwehrleute gelöscht werden. Diese giftigen Abfälle sind tiefer gelagert als der überwiegende Teil des Mülls hier. Anschließend wurde die Deponie im September 2003 geschlossen. Zwar ist die Deponie von Kalisalz umhüllt, teilweise hat sich jedoch das Deckgebirge bereits gesenkt; außerdem ist Wasser eingedrungen.

### Kalisalz

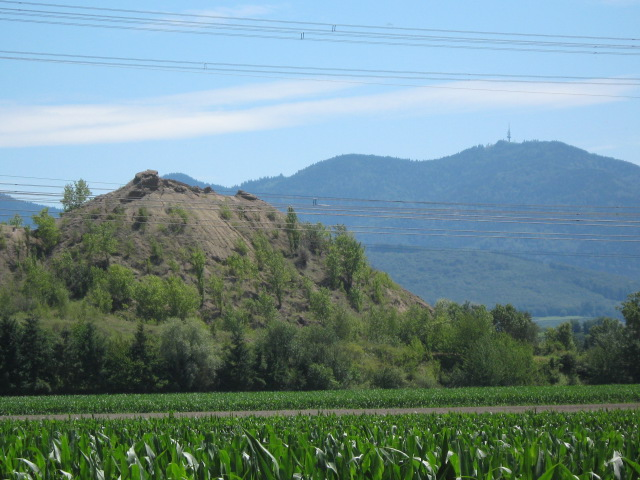
Vom 1973 aufgelassenen Kalibergwerk übriggebliebene Abraumhalde bei Buggingen, der so genannte Monte Kalino oder Kalimandscharo (Blickrichtung von Westen, Juli 2011). Im Hintergrund (mit Sendemast) der Blauen.

Seit Beginn des letzten Jahrhunderts wurde im südbadischen Teil des Oberrheingrabens aus kalihaltigen Gesteinsschichten Kalisalz zur Verwendung als Düngemittel und Streugranulat abgebaut. Als Abfallprodukt fiel dabei Natriumchlorid (Steinsalz) an. Abraumhügel (Kalihalde, Kalimandscharo, Monte Kalino) zeugen noch heute von diesem in Baden historischen Abbau, mittlerweile werden sie z. T. auch als kulturelles Wahrzeichen und Denkmal begriffen.
In der von 1959 bis 1963 betriebenen, heute abgedeckten und gesicherten Kalihalde bei Heitersheim werden noch 30.000 Tonnen NaCl vermutet; der Monte Kalino beim benachbarten Buggingen wurde 1926 bis 1973 aufgeschüttet; der Oberrhein-Aquifer ist seit langem hohen Belastungen durch Ausschwemmungen auch aus diesen Überresten ausgesetzt (aus Buggingen z. Bsp. ca. 4.200 Tonnen Salz pro Jahr). Die Salzfahnen unterliegen genauer Beobachtung; zur Sicherung und Abdeckung als Vorsorge gegen Auswaschungen aus den Kalihalden werden von der ehemaligen Betreiberin Kali und Salz AG verschiedene Modelle erprobt, z. Bsp. die meterdicke Abdeckung mit dem Material REKAL.
Eine noch größere Gefahr geht allerdings von Minen im elsässischen Kalibecken (Mines de Potasse d’Alsace) bei Mülhausen aus. 1974 ist hier der Salzabbau eingestellt worden. Die Abraumhalden der ehemaligen großen Minen in Wittelsheim und Pulversheim, die abgetragen wurden, bildeten landschaftlich eigenartige Erosionslandschaften, die bis zu 90 % aus Salz bestanden. Die durch den Regen verursachten Auswaschungen der Kalihalden im Südelsass versalzen große Teile des Grundwassers der elsässischen Rheinebene bis in den Raum Sélestat.
Auch eine massive Versalzung des Grundwassers auf der badischen Rheinseite zwischen Bremgarten und Breisach war indirekt auf die Kaliberge bei Mülhausen zurückzuführen. In einer offenen Betonrinne wurde über Jahrzehnte hochkonzentrierte Salzlauge in den Rhein geleitet. Am AKW Fessenheim vorbei floss die Brühe in den Rheinseitenkanal (Canal d’Alsace). Noch 1991 strömten pro Sekunde 115 Kilogramm Salz in eine der Haupttrinkwasseradern Europas – jährlich 3,6 Mio. Tonnen. Erst durch massiven juristischen Druck von holländischen Umweltschützern und der Wasserwerke am Rhein wurde die eingeleitete Menge reduziert.
In der Zeit von 1957 bis 1976 gab es auf der Fessenheimer Rheininsel, gegenüber von Bremgarten, offene, undichte Zwischenlagerbecken für 520.000 m³ bzw. 8,3 Mio. Tonnen hochkonzentrierte Salzlauge (270 g NaCl/Liter). Die von Fachleuten gedachte, durch den sich absetzenden Ton (Tontrübe) geplante Selbstabdichtung ist jedoch durch unvorhergesehenes Aufreißen gescheitert. So konnten rund eine Million Tonnen Salz ins Grundwasser versickern. Auf der deutschen Seite wurden am so genannten Rheinwärterhaus bei Grißheim 1959 bis 1973 ca. 80.000 Tonnen Salzlauge gebunkert.
Die Salzlauge sinkt mit ihrem gegenüber Süßwasser höheren spezifischen Gewicht zur Sohle des Grundwasserleiters ab. So fand sich 2002 wenige Kilometer unterhalb der Fessenheimer Rheininsel eine Konzentration von bis zu 50 Gramm Salz in einem Liter Grundwasser (Meerwasser: durchschnittlich 35 Gramm/Liter); 2008 hatten sich Konzentrationen von ca. 30 g/l eingestellt. Rund 95 % der örtlichen Natriumchloridbelastung des Grundwassers stammen aus dem Fessenheimer Absetzbecken, die verdünnte Salzlauge fließt ca. 100 Meter unterhalb der Geländeoberkante langsam nach Norden. Dabei nimmt z. Bsp. der Fluss Möhlin zuströmendes Tiefenwasser auf; es erhöht die Salzkonzentration im Grundwasser bei der Stadt Breisach, schließlich fließt es etwa bei Marckolsheim ins Rheinwasser.
Als Vorsorgemaßnahmen wurde unter anderem ein Abwehrbrunnen in eine Tiefe von 200 m mit einer Entnahme von 2,5 m3·s−1 über 20 Jahre im Bereich Breisach erwogen. Brunnenschläge im Bereich der hohen Konzentrationen sind problematisch wegen der unklaren Ableitungs- bzw. Speichermöglichkeiten. Die Lebenserwartung der hiesigen Wasserrohre beträgt lediglich etwa die Hälfte der üblichen, auch wenn sie 15-mal öfter als z. B. in Freiburg gespült werden; dabei steigt der Salzgehalt stetig weiter.

### Kernenergie

Lage des Kernkraftwerks Fessenheim im Oberrheingraben auf dem Oberrhein-Aquifer (Fosse rhénan)

Zentral auf dem Aquifer steht zwischen den Großräumen Basel/Mülhausen und Freiburg im Breisgau am Rheinseitenkanal (Grand Canal d’Alsace) das Ende Juni 2020 auch mit dem zweiten Reaktorblock stillgelegte französische Kernkraftwerk Fessenheim.

### Kiesabbau
Das mittlere Oberrheingebiet verfügt über die bedeutendsten europäischen Kiesvorkommen. Sie sind mit einer gesamten Mächtigkeit von bis zu 300 m von größter Ergiebigkeit und werden zurzeit flach ausgebeutet. Als Resultat des Kiesabbaus sind in der Vergangenheit in der Region vor allem auch beim Bau der A 5 viele Baggerseen entstanden, die in der Regel durch das Grundwasser gespeist werden. Sie sind insbesondere im Hinblick auf den Grundwasserschutz von Bedeutung, da auch weiterhin die Kiesvorkommen aufgrund ihrer großen wirtschaftlichen Bedeutung genutzt werden sollen und die natürliche Kiesausbeutung wegen des Eingriffes in die Grundwasserlandschaft in einem Zielkonflikt zum flächendeckenden Grundwasserschutz (und auch zum Landschafts- und Biotopschutz) steht.

### Landwirtschaft
Die großflächig angelegte Landwirtschaft mit vor allem Maismonokulturen, aber auch Erdbeer- und Tabakanbau in der Rheinebene bezieht große Mengen von Wasser aus dem Grundwasserkörper.

### Methyltertiärbutylether (MTBE)
Ab dem Jahr 2003 wurden auch MTBE in diesem Grundwasserkörper gefunden. Am Oberrhein wurde bei Grundwasseruntersuchungen an fast jeder sechsten Messstelle MTBE nachgewiesen – allerdings in derzeit unbedenklichen Mengen nahe der Nachweisgrenze.

### Nitrat
Nitrat kann bei Menschen mit untypischer Darmflora und bei Säuglingen im Darm zu Nitrit umgewandelt werden, welches als Gift wirkt. Außerdem kann Nitrat im Magen-Darm-Trakt zu krebserregenden Nitrosamine reduziert werden. Nitrat wird zudem als Anzeiger für das Vorhandensein von unerwünschten stickstoffhaltigen organischen Verschmutzungen betrachtet.
Die Nitratbelastung des Grundwassers im Oberrhein-Aquifer ist hauptsächlich auf den Einsatz von mineralischem und organischem Dünger, zum Teil aber auch auf den Eintrag von Stickoxiden über die Luft zurückzuführen. Die durchschnittliche Nitratkonzentration an über 1000 untersuchten Messstellen belief sich 2003 auf 29 mg/l. Der europäische Richtwert von 25 mg/l wurde an 36 % der Messstellen, der Grenzwert für Trinkwasser von 50 mg/l an 15 % der Messstellen überschritten; dies auch in Tiefen von über 40 m.
Die Art und Weise der landwirtschaftlichen Bewirtschaftung spiegelt sich im Grundwasser wider: So zeigt sich der Anbau von Mais in der Rheinebene in einer flächenhaften Nitratbelastungsfahne im Elsass und in Südbaden. Auch der intensiv gedüngte Wein bringt starke Belastungen in den Vorbergzonen von Schwarzwald und Vogesen sowie im Grundwasserabstrom des Kaiserstuhls mit sich. 2010 überschritt die Nitratbelastung des Grundwassers am Oberrhein nach wie vor den Grenzwert der entsprechenden EU-Norm für Trinkwasser, die Nitratgehalte im Grundwasser sind z. T. doppelt so hoch wie zulässig.
Die weit verbreitete Stickstoffdüngung in der Landwirtschaft führt zu teilweise hohen Konzentrationen von Nitrat im Grundwasser, sodass es zum Teil zeitweise als nicht mehr zur Babynahrung geeignet eingestuft wird und auch Brunnen geschlossen werden.

### Pflanzenschutzmittel
Pflanzengifte (Herbizide) wie Atrazin, Desethylatrazin, Simazin und Diuron sind im Grundwasser am Oberrhein fast überall zu finden. Im Elsass wurden die Grenzwerte für Trinkwasser bei Atrazin an 13 % und für Desethylatrazin an 17 % der Messstellen überschritten. Obwohl Atrazin in Deutschland seit 1991 verboten ist, ist das Gift noch in 40 % der Messstellen nachweisbar, an 4 % wurde 2003 der Grenzwert überschritten.

### Rheinseitenkanal (Grand Canal d’Alsace)
Der etwa zwanzig Kilometer lange Rheinseitenkanal, der nördlich Basels beginnt und auf elsässischem Gebiet in geringer Entfernung parallel zum Rhein verläuft, entzieht dem Flussbett so viel Wasser, dass der Grundwasserspiegel beiderseits des Rheins in erheblichem Maße beeinträchtigt wird: Im Süden des Aquifers ist er nach dem Bau des Kanals in den 1960er Jahren um ca. 7 m, weiter im Norden bei Breisach um bis zu 2 m abgesunken. Dies hat zur Entstehung einer neuen Kulturlandschaft mit unter anderem der Bildung von Trockenauen geführt.